# Adam Stefan Sapieha
Pour les articles homonymes, voir Adam Sapieha et Sapieha.
Adam Stefan Stanisław Sapieha armoiries Lis, né le 14 mai 1867 à Krasiczyn et mort le 23 juillet 1951 à Cracovie, est un prince, cardinal, archevêque de Cracovie, sénateur de Pologne en 1922-1923. Il est considéré comme l'une des figures de proue de l'Église de Pologne dans la première moitié du XXe siècle.

## Biographie
(avril 2022).
La mise en forme du texte ne suit pas les recommandations de Wikipédia : il faut le « wikifier ».
Les points d'amélioration suivants sont les cas les plus fréquents. Le détail des points à revoir est peut-être précisé sur la page de discussion.
- Les titres sont pré-formatés par le logiciel. Ils ne sont ni en capitales, ni en gras.
- Le texte ne doit pas être écrit en capitales (les noms de famille non plus), ni en gras, ni en italique, ni en « petit »…
- Le gras n'est utilisé que pour surligner le titre de l'article dans l'introduction, une seule fois.
- L'italique est rarement utilisé : mots en langue étrangère, titres d'œuvres, noms de bateaux, etc.
- Les citations ne sont pas en italique mais en corps de texte normal. Elles sont entourées par des guillemets français : « et ».
- Les listes à puces sont à éviter, des paragraphes rédigés étant largement préférés. Les tableaux sont à réserver à la présentation de données structurées (résultats, etc.).
- Les appels de note de bas de page (petits chiffres en exposant, introduits par l'outil «  Source ») sont à placer entre la fin de phrase et le point final[comme ça].
- Les liens internes (vers d'autres articles de Wikipédia) sont à choisir avec parcimonie. Créez des liens vers des articles approfondissant le sujet. Les termes génériques sans rapport avec le sujet sont à éviter, ainsi que les répétitions de liens vers un même terme.
- Les liens externes sont à placer uniquement dans une section « Liens externes », à la fin de l'article. Ces liens sont à choisir avec parcimonie suivant les règles définies. Si un lien sert de source à l'article, son insertion dans le texte est à faire par les notes de bas de page.
- La présentation des références doit suivre les conventions bibliographiques. Il est recommandé d'utiliser les modèles {{Ouvrage}}, {{Chapitre}}, {{Article}}, {{Lien web}} et/ou {{Bibliographie}}. Le mode d'édition visuel peut mettre en forme automatiquement les références.
- Insérer une infobox (cadre d'informations à droite) n'est pas obligatoire pour parachever la mise en page.

Pour une aide détaillée, merci de consulter Aide:Wikification.
Si vous pensez que ces points ont été résolus, vous pouvez retirer ce bandeau et améliorer la mise en forme d'un autre article.

### Origines et formation
Adam Stefan Sapieha est né le 14 mai 1867, au château de Krasiczyn, dans la famille princière d’Adam Stanisław Sapieha, au blason du clan Lis (renard). Sa mère, Jadwiga Klementyna, née Sanguszko, a dans ses armoiries un cavalier lituanien. Il est le benjamin d’une famille nombreuse et ses aînés sont : Władysław Leon (1853-1920), Maria Jadwiga (1855-1929), Leon Paweł (1856 - 1893). Helena Maria (1857-1934), Paweł Jean (1860 -1934) et Jan Piotr (1865-1954).
Il accomplit son éducation primaire dans la maison familiale de Krasiczyn, où il apprend le polonais et les langues étrangères, l’histoire de la Pologne et de ses voisins, la littérature, les mathématiques et la religion. Les enfants des Sapieha sont élevés dans un esprit patriotique, sont ouverts sur le monde, dévoués envers leur patrie et possèdent un grand sens de la dignité personnelle. Ils respectent les traditions et coutumes, aussi bien nationales que familiales.[style à revoir]
Dès l’automne 1882, il habite vraisemblablement au château familial de la rue Kopernik à Lemberg, où des enseignants du collège lui donnent des cours. Le 8 août 1886, il termine son éducation secondaire et obtient le baccalauréat au « IVe Gymnase supérieur Jan Długosz » à Lemberg. Durant ses études, il voyage plusieurs fois à Vienne, accompagné de son père. Il fait alors connaissance du milieu aristocratique de l’époque et de la cour de l’empereur. En 1881, il part en pèlerinage à Rome, où, lors d’une audience papale dédiée à la famille Sapieha, il est présenté au pape Léon XIII. À l’automne 1886, il s’inscrit à la faculté de droit de l’Université de Vienne et, en même temps que son frère Jean, suit d’octobre 1886 à août 1887, des cours à l’Institut catholique de Lille. Le 10 octobre 1887, il continue ses études de droit en deuxième année, mais cette fois à la faculté d’histoire et de droit de l’université Jagellonne, où le 26 juillet 1888, il passe l’examen d’études final. En automne 1888, il continue sa formation à Vienne, qu’il achève en 1890. Le 10 mars 1892, il y reçoit la décharge universitaire et entre-temps, s’inscrit (1er octobre 1890), à la faculté de théologie de l’Université d'Innsbruck, qu’il termine en juillet 1894.

### Carrière ecclésiastique
Après avoir pris la décision d’embrasser l’état ecclésiastique, il reçoit son incardination dans l’archidiocèse de Lwów (1882) de rite latin et est inscrit sur la liste des étudiants du séminaire du même lieu. Il y reçoit les ordres mineurs. Les ordres supérieurs lui sont conférés en 1893 ; le titre de subdiaconat - le 27 mai 1893 à Feldkirch et le diaconat - le 15 juillet 1893. Le 1er octobre 1893, dans la chapelle du séminaire de Lwów, il reçoit l’onction sacerdotale des mains du sufragan de Lwów, Mgr Jan Puzyna. Il est important d’ajouter, qu’en tant qu’étudiant, il prend activement part à bon nombre de réunions scientifiques, groupes de discussion et réunions pastorales. Après avoir terminé ses études en théologie et à la suite de la décision des autorités ecclésiales, il est envoyé comme simple prêtre (août 1894 à octobre 1895) dans une paroisse de Jazłowiec (pl), où il remplit en plus la fonction d’aumônier de l’école des Sœurs de l’Immaculée conception. Après une année de pastorale à Jazłowiec, il part pour un mois prêcher des retraites (1895) en Haute Silésie. Peu après, il se rend à Rome, où il continue ses études à la faculté de droit canonique et droit civil de l’Académie pontificale (Atheneum Lateranense), couronnant ses études par un doctorat dans les deux domaines. Aux études en droit, il ajoute celles en rapport à la diplomatie, poursuivies à l’Académie ecclésiale pour nobles, y améliorant sa connaissance du français, allemand et italien. En habitant au Collège polonais de Rome, il côtoie les milieux liés au Vatican et rencontre d’influents ecclésiastiques polonais. Il noue des contacts privilégiés avec le pape Léon XIII et d’autres personnalités, qui quelques années plus tard, vont remplir d’importantes fonctions dans l’Église. On compte parmi eux, l’archevêque Franciszek Symon et le cardinal Mieczysław Ledóchowski. Il est bon de rappeler que le père d’Adam, Stanisław Sapieha, entretenait de proches relations avec le pape. Après avoir quitté Rome, en juillet 1896, l’abbé Adam Sapieha fait un bref séjour dans le domaine familial de Krasiczyn, puis se rend à Lwów. Il entreprend un voyage en Bosnie, pour s’informer des conditions dans lesquelles vivent les Polonais qui y habitent, afin de leur assurer une présence pastorale et une aide caritative. De retour à l’archidiocèse, en janvier 1897, il travaille comme vice-recteur du séminaire de Lwów, et devient secrétaire au tribunal ecclésial diocésain et métropolitain. Il assume aussi la fonction de référent au consistoire, tout en siégeant comme examinateur prosynodal. Il part pour une demi-année aux États-Unis d’Amérique, où il s’occupe d’affaires familiales et s’intéresse aux activités des prêtres polonais et de la manière dont fonctionnent les paroisses polonaises (la Polonia). À son retour à Lwów, il reçoit des mains du nouveau métropolite, l’archevêque Józef Bilczewski, la nomination au poste de vicaire de la paroisse Saint-Nicolas à Lwów, ainsi que la charge de chanoine de la cathédrale. Adam Sapieha est connu pour sa connaissance et propagation des encycliques sociales du pape Léon XIII, qu’il expose à divers milieux sociaux lors de conférences. Il est le chapelain de bon nombre de congrégations de Lwów, à savoir : modérateur de la Congrégation (pol : sodalicja) des commerçants, des étudiants, de jeunes collégiens artisans et d’une Congrégation dédiée à la gent masculine.
Fin 1905, l’abbé Adam Sapieha, grâce aux interventions de l’archevêque Józef Teodorowicz et de l’évêque Franciszek Symon, part pour Rome comme « porte-parole » de l’Église catholique des terres polonaises. Du pape Pie X, il reçoit la nomination au poste de chambellan papal (19 février 1906) et devient un de ses collaborateurs les plus proches. Cette période où il est assistant du pape, est l’occasion, pour le futur métropolite de Cracovie, d’acquérir une expérience unique et de nouer des contacts personnels tout en grandissant spirituellement. Il joue un rôle primordial dans l’action politique du Vatican envers l’Église polonaise disséminée. Il intervient lorsqu’on persécute les catholiques vivant sur des terres polonaises, ainsi qu’en Russie. En 1906, il informe l’opinion publique et demande une intervention du pape au sujet de grèves dans les écoles de Grande Pologne, grèves provoquées par l’interdiction de la langue polonaise durant les cours de catéchisme. Il facilite aux compatriotes, venant défendre au Saint-Siège la cause polonaise, des contacts directs avec les dignitaires du Vatican et le pape. Plus tard, il organise avec d’autres prêtres et laïcs (1911), un bureau de presse polonais à Rome, dans le but d’informer les milieux journalistiques, et un large auditoire, du sort des catholiques polonais vivant sous domination étrangère. Son travail est facilité par l’accès illimité qu’il a au pape et ses collaborateurs et autres prêtres, avec lesquels il a autrefois étudié dans les universités de Rome.

### Évêque de Cracovie
L’intense activité ecclésiale et sociale de l’abbé Sapieha à Rome, attire rapidement l’attention de ceux qui l’entourent. Après la mort du cardinal Puzyna, l’empereur François Joseph accepte, le 8 novembre 1911, sa candidature comme évêque ordinaire de Cracovie ; il est soutenu par les cercles conservateurs de la province autrichienne de Galicie. Un consistoire papal entérine cette nomination le 27 novembre 1911, et le jour même, le pape Pie X promulgue une bulle proclamant sa nomination. À peine un mois après cette dernière, le pape en personne lui impose les mains à la Chapelle Sixtine, lui conférant l’onction épiscopale (17 décembre 1911). La cérémonie a lieu en présence de la cour papale, d’éminents représentants de la noblesse polonaise, dont la famille Sapieha, des représentants de la ville de Cracovie et du clergé diocésain. C’est là un geste sans précédent de la part du Saint-Père envers l’Église de Pologne. Quelques semaines plus tard, le nouvel évêque arrive à Cracovie, où l’accueillent les autorités de la ville, le clergé et les habitants. Deux jours après, a lieu son intronisation à la cathédrale de Wawel, prévue par le droit canonique. Il adresse alors aux prêtres et fidèles, une lettre pastorale dans laquelle, inspiré par les enseignements de Léon XIII et de Pie X, il expose son programme pastoral. Ce qui est digne d’attention, c’est qu’il accomplit alors un geste significatif : le jour de son intronisation, il demande qu’on serve trois cents repas aux plus pauvres de Cracovie et de la région. Cette sollicitude hors du commun envers les démunis et le désir de soulager leur misère, seront le trait principal de sa pastorale d’évêque. Il a en déjà fait preuve, lorsqu’il était vicaire à Jazłowiec, Lwów et comme employé de la curie romaine et du Saint-Siège.
Durant les premières années de sa présence à Cracovie, il évite de prendre position de manière irrécusable pour telle ou autre orientation politique, ou représentant d’un parti. Il est convaincu, que l’indépendance de la Pologne ne doit pas être liée au soutien d’une des puissances qui l’ont occupée, afin de ne pas être encore plus dépendante à son égard. Mu par un remarquable instinct diplomatique, il attend le dénouement des événements à l’échelle internationale.

### En Pologne indépendante
Le 11 novembre 1918, apprenant que la Pologne vient de renaître, il célèbre une messe d’action de grâce dans la cathédrale de Wawel. Il faut souligner, que durant toute la période où se déroulent les plébiscites de Silésie et de Warmie, Mgr Sapieha, à la demande des Polonais de Silésie, s’engage dans la défense de la raison d’État polonaise auprès du Saint-Siège, limitant ainsi l’influence du clergé allemand sur le vote de leurs fidèles. C’est en personne qu’il intervient pour cette question auprès du Vatican. Il est connu pour être un patriote et quelqu’un d’engagé dans les problèmes sociaux et caritatifs, mais avant tout, il est un pasteur zélé envers les fidèles et protecteur du clergé. Il réorganise les liens entre les paroisses du diocèse, tient à améliorer le niveau de formation des prêtres et active la pastorale des communautés monastiques. Un soutien particulier est donné à celles d’entre-elles, qui s’occupent d’actions caritatives, éducatives et sociales, animées par l’esprit d’un renouveau patriotique et national. Il aide à la reconnaissance canonique de l’ordre des Albertins et Albertines, de la Congrégation de St. Michel Archange (pol : Michaelici) et de la Congrégation des Sœurs de l’âme du Christ. Il fait venir dans son archidiocèse les Ursulines grises, les Missionnaires de Notre Dame de la Salette, ainsi que les moines bénédictins. En 1939, ces derniers prennent possession de l’abbaye de Tyniec. Il ne cesse d’être actif en tant que pasteur du diocèse et visite régulièrement les paroisses, ordonnant des prêtres et veillant avec un soin particulier au bon fonctionnement du séminaire ecclésial. Il prend soin de son clergé, afin que ce dernier vive dignement et fasse preuve d’un niveau moral élevé. Après la Première guerre mondiale, il érige, en 1929, une maison de retraite pour prêtres. C’est pour les plus âgés qu’il met en place, en 1934, un fonds d’aide financier, et aide financièrement ceux qui sont malades et démunis. Il est le premier hiérarque polonais à se soucier aussi directement et concrètement du sort des prêtres.
Grâce à son initiative, on convoque dans le diocèse de Cracovie deux synodes : du 25 au 27 septembre 1923 et du 20 au 21 septembre 1938. Il approuve les initiatives qui organisent les associations de jeunesses catholiques, de syndicats chrétiens et d’institutions à caractère social et charitable. Il est l’un des premiers évêques ordinaires, en territoire polonais, à avoir organisé des aumôneries universitaires à caractère durable. De 1912 à 1913, à la demande de Mgr Sapieha, on organise à Cracovie les premières recollections pour étudiants et l’intelligentsia. En 1926, il nomme le premier aumônier universitaire, ce qui de facto est considéré comme le début des aumôneries étudiantes en Pologne. Plus est, il soutient l’organisation d’une aide matérielle pour les jeunes gens talentueux, mais provenant de milieux modestes et donne son approbation à la construction d’internats et de maisons pour étudiants. Il garde des contacts avec les ouvriers. Il est, entre autres, l’un des premiers évêques à rendre visite aux mineurs travaillant dans les mines. Il ne reste pas indifférent au sort des paysans, c’est pourquoi, il soutient et défend les militants politiques des paysans.
C’est avec grande bienveillance qu’il participe aux cérémonies religieuses et congrès internationaux, y rencontrant à l’occasion des amis du temps de ses études à Rome, et ceux connus au Vatican. Il a là l’occasion de s’informer au sujet de nouveaux courants spirituels et des tendances novatrices dans l’apostolat de l’Église. En 1913, il prend part au Congrès eucharistique de Vienne, puis celui de Rome en 1922, de Paris en 1923, du Mont d’Ort et Luchon en 1926, de Manille en 1937 et de Budapest en 1938. Il participe en juillet 1912 aux cérémonies commémorant Cyrille et Méthode à Velehra. En 1933, il est présent à la « Journée catholique » à Vienne, ainsi qu’aux commémorations de la victoire du roi de Pologne, Jan III Sobieski, sur les Turcs. Il se rend à Berlin et visite de nombreuses villes allemandes. Il revient plusieurs fois au Vatican et durant l’entre-deux-guerres, il y séjournera chaque année. En tant que pasteur du diocèse, il organise des offices à caractère national et patriotique, commémorations de divers événements, dont le 300e anniversaire de la mort de l’abbé Piotr Skarga, le 50e anniversaire de l’Insurrection de janvier, ou le 100e anniversaire de la mort du prince Józef Poniatowski. Il fait venir de la ville d’Opava, le corps de l’évêque polonais Karol Skórkowski, chassé autrefois de Cracovie. Il honore de manière particulière Henryk Sienkiewicz, en célébrant cinq jours après sa mort une messe pontificale pour la paix de l’âme de l’illustre écrivain.
Malgré le fait de résider dans le diocèse de Cracovie (archidiocèse depuis 1925), il donne son avis sur d’importantes questions concernant toute l’Église polonaise : signature du Concordat avec le Saint-Siège, création de nouvelles métropoles et diocèses, et relations avec le Primat de Pologne et l’archevêché varsovien. Il est partisan d’une Église catholique libre de toute ingérence extérieure. Cette prise de position provoque un conflit avec Mgr Achille Ratti, alors nonce apostolique en Pologne et futur Pie XI, à qui il demande de quitter la réunion des évêques polonais à Gniezno, (26 au 30 juillet 1919), vu que « L’Église de Pologne veut régler ses problèmes sans influence extérieure ». En fonction des situations, il prend la parole sur des questions en rapport à toute la nation, du destin de laquelle il se sent responsable. C’est pour cette raison, qu’il se présente aux élections du Sénat polonais, sa candidature étant proposée par l’Union chrétienne nationale. En mars 1922, il est élu sénateur. Durant l’année suivante, Pie XI demande à la hiérarchie ecclésiale de n’occuper aucun poste public (9 mars 1923) - Mgr Sapieha dépose aussitôt son mandat.
L’instauration d’une nouvelle métropole cracovienne (1925) est un nouveau défi pour Mgr Sapieha. Bien qu’il ne soit pas partisan d’une grande métropole sur les terres de la IIe République, il s’est entièrement conformé à la décision du Saint-Siège, acceptant le titre d’archevêque avec le pallium. Le diocèse de Cracovie acquiert ainsi les évêchés de Tarnów, Częstochowa et Katowice. Dès lors, Mgr Sapieha est en quelque sorte responsable du sort des évêchés en question. Il a aussi, comme membre de la hiérarchie cracovienne, une approche particulière pour ce qui est des règles qui régissent - après la Première guerre mondiale - les relations entre l’Église catholique et l’État. Bien qu’il fasse partie de la commission préparant le concordat avec le Saint-Siège, il considère qu’il est préférable — pour l’Église de Pologne et pour l’État — de signer des accords particuliers concernant chaque problème, en se basant sur des garanties constitutionnelles et ne liant aucunement l’Église polonaise par des obligations d’un concordat avec le Saint-Siège. Il n’accepte pas le texte du concordat, bien qu’il lui soit présenté par le représentant du gouvernement, Stanisław Grabski, après négociation avec le Saint-Siège. Sans entrer dans les détails, il redoute un trop grand contrôle de l’Église par l’État et une ingérence dans la vie de l’Église. Plus est, ayant une formation en droit canonique, il critique les manquements juridiques contenus dans le texte du concordat.
Il prend la parole lors de discussions ayant trait aux questions religieuses et celles se rapportant à la société, en évitant d’aborder les sujets politiques. Il ne cesse de se préoccuper des questions liées à la justice sociale et à tient à ce qu’i y ait en Pologne un esprit de concordance nationale. Lorsqu’il prend ses fonctions dans le diocèse, la Pologne n’existe pas sur la carte du monde et Cracovie fait partie de l’Empire des Habsbourg. Après la Première guerre mondiale, il est témoin de la renaissance de l’État polonais et de la consolidation de ses frontières. Durant l’entre-deux-guerres, il participe à la difficile reconstitution du pays. Avec toute la Pologne, il traverse la « sombre nuit de l’occupation », marquée par la terreur hitlérienne. En janvier 1945, il est obligé de faire une volte-face historique de plus. Au long d’une vie bien remplie, il a vécu sous domination de l’envahisseur autrichien, participé activement à la renaissance de la Pologne, affronté les socialistes polonais, les « assainisseurs » de Piłsudski, l’occupation allemande, et voilà que maintenant il doit affronter le communisme. Face à toutes ces épreuves, il reste inflexible. C’est de manière décidée qu’il se prononce toujours en faveur d’une société cohérente et d’un ordre public. Il n’a pas tenté de coup d’État, comme l’a fait Piłsudski (mai 1926), et dont certes, il appréciait la personne et soulignait maintes fois les acquis pour l’indépendance de la Pologne, ainsi que son combat, au fil du temps, contre l’anarchie et pour un État fort. Cependant, il prévient de ne pas gouverner de manière autoritaire, sans tenir compte du bien de la nation et de l’opinion publique. Plusieurs fois, Mgr Sapieha prend parti pour les ouvriers opprimés et les paysans malmenés, montrant en même temps aux gouvernants et chefs d’entreprises, quelles sont les causes des grèves, résultats d’un trop grand désir de profits et d’un manque de protection sociale.
En 1930, il condamne la brutalité avec laquelle on traite les opposants politiques, en les enfermant dans la prison de Brest (pol : Brześć). Sept ans plus tard (23-24 juin 1937), assumant pleinement la responsabilité de ses actes et en présence du Chapitre métropolitain et des officiers de la garnison de Cracovie, il ordonne - selon ce qui a été convenu et dont les autorités de l’État ont été informées - de transférer le cercueil de Józef Piłsudski, déposé temporairement dans la crypte de St. Léonard à Wawel, sous la Tour des cloches argentées. L’action de l’hiérarque est lourde de conséquences et provoque le « conflit du Wawel ». Malgré une campagne de dénigrement des médias envers sa personne, inspirée par les milieux liés aux « assainisseurs » de Piłsudski et en dépit des pressions diplomatiques, il reste inflexible. Les autorités de l’État se sentent outragées par la décision du métropolite cracovien, et bien évidemment le Comité des funérailles du Maréchal. Pour apaiser la situation, Mgr Sapieha adresse une lettre explicative au Président de la République, Ignacy Mościcki, où il explique la situation en cours et l’assure de son plus grand respect pour la dépouille du Maréchal et les autorités de la IIe République.

### Seconde Guerre mondiale
Durant la Seconde Guerre mondiale, il s’engage dans les activités clandestines luttant pour l’indépendance de la Pologne et maintient de proches contacts avec les réseaux militaires secrets, collaborant avec le gouvernement en exil à Londres, par l’intermédiaire d’émissaires envoyés en Pologne. En tant qu’évêque ordinaire et métropolite et doyen hiérarchique du pays occupé par les Allemands, il envoie plusieurs fois au pape Pie XII et aux fonctionnaires du Vatican, des rapports sur la situation dans les territoires polonais. On peut en conclure, d’après la correspondance sauvegardée, que le Saint-Siège était parfaitement au courant et possédait un large aperçu de la vie religieuse et de la situation des Polonais sous occupation. Les informations du métropolite, transmises par divers canaux de communication, ne concernent pas seulement le territoire de son diocèse et sa métropole, mais se rapportent à toute la Pologne. Mis à part les questions religieuses, où il est fait mention de l’action destructrice de l’occupant contre l’Église polonaise, on y trouve des informations sur le martyr et la terreur, mis en vigueur par les Allemands et visant une population civile désarmée ; y sont jointes les informations au sujet d’une situation matérielle désespérée, sur la famine et la destruction de tout le patrimoine culturel polonais. Mgr Sapieha, mu par un courage sans précédent, demande au pape d’intervenir en faveur des Polonais sous occupation allemande. Février 1942, sans tergiverser et conscient des conséquences que les Allemands lui feront subir, il écrit à Pie XII : « Notre situation est en vérité des plus tragique, nous vivons sans le moindre sentiment humain, dans une peur terrible, constamment en danger de tout perdre, an cas où nous serons déportés, emprisonnés dans de lieux appelés camps de concentration, d’où rares sont ceux qui reviennent vivants. Dans ces camps, sont emprisonnés des milliers et des milliers de nos meilleurs frères, sans aucun jugement et sans la moindre faute » (Lettre du 28 février 1942). C’est à maintes reprises que durant cette guerre, il exhorte le pape de défendre la nation polonaise. Il demande qu’on condamne sans équivoque la politique de terreur absolue, menée par les Allemands envers les habitants des terres polonaises. Quand Pie XII prenait la parole au sujet des questions polonaises, c’est grâce à l’intervention du métropolite cracovien.
L’hiérarque cracovien discerne parfaitement en quoi consiste le rayonnement du travail et son rôle dans la construction d’une société ayant des fondations chrétiennes. Il soutient le quotidien « Głos Narodu » (La Voix de la Nation), paraissant à Cracovie depuis 1893, journal propageant durant la Première guerre mondiale l’action caritative des institutions ecclésiales. Il y est présent dans le « Comité d’aide épiscopal-princier pour les victimes de la guerre ». Durant l’entre-deux-guerres, il essaye de changer l’orientation du journal, afin qu’il devienne le porte-parole de l’Action catholique. Il met en place d’autres initiatives et peu avant la Première guerre, fonde un nouvel organisme : la « Société d’aide à la presse catholique ». La guerre a malheureusement interrompu cette initiative, très prometteuse. Pour atteindre un large public de lecteurs, il demande qu’on édite en 1921 une « Chronique ecclésiale de Cracovie », publication disparue en 1922. En 1925, c’est l’hebdomadaire « Le tocsin de l’Église », qui voit le jour et sort sans interruption jusqu’au début de la Seconde guerre mondiale. L’attention que Mgr Sapieha portée à la presse et son rôle dans la formation catholique, est sans précédent. C’est grâce à lui, que vers la fin de la Seconde guerre mondiale, paraît à Cracovie, le journal « Tygodnik powszechny » (Hebdomadaire universel). Le premier numéro sort le 24 mars 1945. Jusqu’aux derniers jours de sa vie, il garde de proches relations avec les plus éminents représentants de l’Église et les milieux romains, amitiés nées lors de ses années d’études et celles d’après. Il y sera fidèle jusqu’à sa mort. Presque chaque année, il séjourne à Rome, rendant visite aux dicastères romains et aux amis avec qui il a étudié. C’est grâce à ses contacts personnels, que dans l’entre-deux-guerres et l’après-guerre, le Saint-Siège est pleinement informé de la situation de l’Église catholique en Pologne. L’action du métropolite cracovien au service de l’Église et ses initiatives caritatives, ont impressionnés le pape Benoît XV, qui le nomme assistant du trône pontifical et lui confère le titre de conte romain (23 septembre 1920). Il faut souligner, que Pie XII appréciait grandement l’avis et les opinions de Mgr Sapieha. Il connaissait aussi son activité caritative et le soin qu’il porte au clergé catholique de son pays, surtout au moment où August Hlond, primat de Pologne, quitte, le 19 septembre 1939, la Pologne, envahie par l’Allemagne et les Soviets. C’est Pie XII qui, le 18 février 1946, octroie le chapeau cardinalice au métropolite de Cracovie.
Le cardinal Adam Sapieha reste dans la mémoire de tous comme l’homme de toutes les actions de charité. Comme jeune prêtre, il s’occupe des pauvres de la paroisse de Jazłowiec, des démunis de Lwów et des milieux défavorisés de l’émigration polonaise. Il les aide selon les moyens dont il dispose. L’organisme qui a le plus contribué à son action, fondé en 1915, est le « Comité d’aide épiscopal-princier aux victimes du fléau de la guerre » (KBK), qu’il dirige personnellement. Ce comité naît de l’expérience personnelle de Mgr Sapieha, qui comme évêque ordinaire, lors des premiers mois de combats de la Première guerre mondiale, visite les paroisses dévastées par les atrocités de la guerre, réconfortant et redonnant espoir à une population totalement démunie. Les hôpitaux fondés par Mgr Sapieha, - Zakopane-Bystre pour les tuberculeux et Witkowice, près de Cracovie, destiné aux enfants atteints de trachome - en sont l’exemple par excellence pour toute la société de l’époque. Grâce à ses nombreux appels, l’aide aux sinistrés des territoires ravagés par la guerre, arrive aussi bien d’Europe, que d’Amérique du Nord. Il est le premier hiérarque de l’Église à avoir attiré l’attention sur le besoin de porter secours aux populations meurtries et lance un appel pour organiser une aide aux victimes de cette guerre. L’appel de l’évêque de Cracovie paraît dans les journaux européens et américains les plus prisés et par le fait d’être publié dans l’ « Osservatore Romano » du Vatican (12 décembre 1914) obtient l’approbation du Saint-Siège. En réponse à l’initiative de Mgr Sapieha, naissent d’autres nombreux comités apportant leur soutien matériel et financier direct aux plus nécessiteux. Durant toutes les années de la Première guerre mondiale, il s’intéresse personnellement aux activités des hôpitaux, centres d’internement et camps de prisonniers. Il se soucie non seulement des conditions matérielles des malades, réfugiés, déplacés et prisonniers, mais s’enquiert de leur vie religieuse, demandant que leur soient envoyés des chapelains dûment formés, et leur conférant les pouvoirs pastoraux nécessaires.
Il continue de soutenir les actions améliorant la situation des plus pauvres. Son soutien pour l’activité du frère Albert Chmielowski, qu’il vient visiter sur son lit de mort, est empreint de grande estime. Mgr Sapieha lui prouve ainsi son immense respect pour ses œuvres et sa communauté des Sœurs et Frères Albertins. C’est toute sa vie durant, que l’archevêque témoigne de cette extrême sensibilité envers les démunis. Une fois la Première guerre mondiale terminée, il continue son action en fondant divers organismes et associations charitables. Une des premières institutions, fondée en 1924, est le « Comité épiscopal d’aide aux personnes démunies », renommé ensuite en « Comité de l’archevêque », institution qui fonctionne avec quelques interruptions, jusqu’à la Seconde guerre mondiale. Deux ans plus tard, naît le « Comité épiscopal d’aide aux personnes atteintes par la calamité du chômage ». Ainsi, il met en place des repas gratuits, une aide matérielle et financière, ainsi que des logements pour les chômeurs. Durant l’hiver 1929, quand une vague de froid atteint le sud de la Pologne, le métropolite met sur pied un « Comité d’aide aux sinistrés du froid ». Ses membres distribuent de quoi se chauffer, des vêtements chauds et des repas. En 1931, on organise sous son patronage, une autre entité : le « Comité d’aide aux affamés ». C’est aussi grâce à lui, que dans l’entre-deux-guerres, on procède à des collectes pour les sinistrés des crues. Dès 1934, voit le jour l’organisation « Caritas » de l’archidiocèse, organisme qui reprendra toutes les activités précédemment mentionnées, avec une structure basée sur les paroisses. Il travaille volontiers avec les institutions de l’État qui s’occupent d’activités sociales. Il faut souligner qu’à chaque action entreprise, Mgr Sapieha contribue avec ses propres finances. Au moment de l’organisation des divers comités au palais épiscopal cracovien, rue Franciszkańska 3, l’archevêque leur fait don d’un siège social, nomme les membres des comités, appuie les appels pour l’aide financière et matérielle, puis envoie aux donateurs des diplômes de remerciements, tout en assistant régulièrement aux assemblées des dits comités. Après l’éclatement de la Seconde guerre mondiale, il participe à la mise en place du « Conseil général d’assistance » (pol : Rada Główna Opiekuńcza), basé sur les activités du « Caritas » d’avant-guerre.
L’action sociale et caritative de l’archevêque est grandement appréciée par la société polonaise et les milieux de l’intelligentsia. En 1915, l’effigie de Mgr Sapieha apparaît sur une médaille à côté de celle de Henryk Sienkiewicz et d’Ignacy Paderewski, frappée en l’honneur des personnalités les plus méritantes, pour leurs actions de bienfaisance envers les victimes de la guerre. En 1922, Mgr Sapieha reçoit un diplôme d’honneur de Chevalier de deuxième classe de l’Ordre « Polonia Restituta », qu’il décline. Il est par ailleurs récipiendaire de l’Ordre « Polonia Restituta » avec grand cordon (1924) et de l’Ordre de l’Aigle blanc (1936). En 1926, la faculté de théologie de l’université Jagellonne, lui décerne le titre de docteur honoris causa. Le même honneur lui sera attribué en 1949, par la faculté théologique de l’Université de Lublin. Divers milieux sociaux lui décerneront bon nombre de diplômes de reconnaissance, distinctions, éloges et citoyennetés honorifiques.
Dans la période de l’entre-deux-guerres, Mgr Sapieha inaugure un ensemble d’actions pastorales. Ses visitations personnelles dans les paroisses, lui permettent de connaître la vie des paroissiens et les conditions de vie des prêtres ; il peut ainsi prendre des décisions pastorales appropriées. Il s’occupe des milieux ouvriers, en organisant pour eux des retraites dans leurs lieux de travail et agit pour que leurs conditions de vie soient dignes et décentes. Il érige de nouvelles paroisses et encourage la construction de nouveaux sanctuaires. Afin d’obtenir des fonds pour la construction des églises, il met en place en 1913, un fonds financier appelé « Fonds de messe ». Lorsqu’il dirige le diocèse, il fait construire soixantaine d’églises et commence à ériger plusieurs autres. Il délimite les frontières des paroisses et l’emplacement des sanctuaires et institutions paroissiales, partage dont l’acceptation n’est pas toujours bien vue par les parties intéressées. Conscient du fait que les ordres religieux sont hors de sa juridiction, il n’ingère pas dans leurs actions, sauf pour des questions de pastorale. Il a envers la vie monacale un immense respect, c’est pourquoi il collabore avec les ordres féminins et les moines. Il considère que seule une action commune des prêtres diocésains avec les ordres religieux, peut susciter un renouveau de la vie spirituelle du diocèse. Pour ce qui est du domaine caritatif et social, il juge la présence des ordres comme indispensable. Ainsi, agissant selon les pouvoirs dont il dispose du Saint-Siège et après enquête canonique approfondie, il dissout, en juillet 1950, le cloître des Augustins à Cracovie avec sa filiale à Prokocim ; son action suscite une profonde reconnaissance des milieux ecclésiaux.
Il est important de rappeler l’œuvre de Mgr Sapieha pour ce qui est propagation du culte des bienheureux et saints. Convaincu de la sainteté de la reine Hedwige (pol : Jadwiga), il ouvre son procès en béatification (1932). Il en fait mention lors des réunions de l’Épiscopat polonais, qui le nomme son représentant pour suivre les travaux de béatification. En 1934, il inaugure le processus de béatification du carme déchaux, le père Rafał Kalinowski. Il soutient les communautés monastiques dans la propagation du culte de leurs fondateurs et des personnes décédées en opinion de sainteté. Il tient à ce qu’on restaure avec soin les bâtiments historiques servant comme lieux de culte. En 1918, il commence la restauration de la cathédrale de Wawel et initie les fouilles archéologiques du mont Wawel. Les travaux ont lieu jusqu’à l’éclatement de la Seconde guerre mondiale, sous les auspices du « Comité artistique et conseil pour la restauration de la cathédrale de Wawel » - organisé en 1923, par Mgr Sapieha. Il prend soin de l’héritage historique de sa famille. Une partie des vestiges historiques de Krasiczyn, avec une bibliothèque de grande valeur, sont transférés au siège de l’archevêché.
Comme évêque ordinaire de Cracovie, son attention est certes centrée sur son propre diocèse, mais il est fort attentif au sort de toute l’Église de Pologne. Beaucoup d’historiens considèrent que Mgr Sapieha était conscient qu’il lui faudra payer un prix fort pour le fait d’avoir sa propre opinion et des convictions personnelles, toutefois, il était convaincu d’agir pour le bien de l’Église et de la nation. Durant les années 1921-1926, par décision de l’Épiscopat polonais, il siège dans la Commission pour la presse et organise un bureau à cet effet ; il édite un journal catholique pour l’intelligentsia. En 1918, il est membre de la Commission juridique de l’Épiscopat, de celle des institutions de charité et du domaine social (1927 à 1928). Il est présent au Conseil de l’Épiscopat pour la pastorale des émigrés et est élu membre de la commission de l’Action catholique. En 1931, il s’engage activement dans les travaux préparatoires au synode plénier et, en tant que participant aux préparatifs, il dirige la commission générale et celle qui se rapportant au clergé séculier. Il travaille dans celle qui traite pour la question des personnes laïques et poursuit les travaux préparant les béatifications et canonisations. Il est important d’ajouter, qu’il dirige durant quinze années, la Commission de l’éducation de l’Épiscopat polonais. En tant que son président, il envoie aux autorités du pays et décisionnaires de l’éducation, divers écrits et appels demandant d’appliquer les accords contenus dans le concordat, de dispenser les catéchistes d’examens supplémentaires — ce que les autorités les obligent à passer —, situation aucunement prévue par le concordat. Il intervient aussi pour le fait de sous évaluer les salaires des catéchistes. Il y a un autre domaine, presque à part, dont il s’occupe comme membre de cette assemblée : il est consultant pour la mise au point des programmes d’enseignement pour les écoles de divers niveaux, en concertation avec le Ministère des cultes et de l’éducation nationale, afin de préparer les manuels et aides catéchétiques ; il y stipule d’augmenter le nombre de postes pour enseignants catéchistes et intervient au sujet de la mixité dans les écoles de l’enseignement secondaire.
La période de la Seconde guerre mondiale et les années qui suivent, constituent pour le métropolite, dont l’âge est respectable, de nouveaux défis. Il faut signaler, qu’en février 1939, Mgr Sapieha demande au pape Pie XI, au vu de son âge avancé et l’état de sa santé, de le libérer de sa charge de pasteur du diocèse. Après la mort de Pie XI, lors d’une audience personnelle qui lui est accordée le 19 juin 1939 par Pie XII, il dépose la même demande. Dans les semaines qui suivent, vu le danger imminent d’une guerre, il retire sa requête. Quelques semaines avant l’éclatement des hostilités, il adresse au clergé de l’archidiocèse cracovien une lettre, où il demande de rester dans les paroisses en cas de guerre, de prodiguer de l’aide aux fidèles et de prendre soin des bâtiments paroissiaux.
Pendant la Seconde guerre mondiale, vu la présence hors frontières du primat August Hlond, Mgr Sapieha devient l’incontestable dirigeant de l’Église polonaise, et de fait, l’unique dirigeant de la nation. Son autorité est sans pareil, au point qu’on lui attribue le qualificatif d’ «infaillible ». Il considère l’occupation allemande comme passagère et contrairement à certains évêques, n’envoie pas aux fidèles des lettres pastorales sur la manière de se comporter envers l’occupant. Il se borne à adresser aux prêtres, le 7 octobre 1939, une leur demandant de reprendre les cours de catéchèse et d’intensifier l’action pastorale auprès des paroisses. Il prend la courageuse initiative d’exiger de l’occupant hitlérien la libération des professeurs de l’université Jagellonne, perfidement arrêtés le 6 novembre 1939, puis déportés au camp de concentration de Sachsenhausen. Il vient en aide aux prisonniers des camps de concentration et les personnes emprisonnées, ne cessant d’insister pour qu’ils reçoivent une assistance religieuse. Il organise une action pastorale clandestine pour les ouvriers polonais forcés de travailler en Allemagne, en y envoyant des prêtres au statut d’ouvriers bénévoles. Finalement, plusieurs d’entre eux, accompagnés de frères de la Congrégation du Christ, prennent le chemin de l’Autriche et de l’Allemagne et organisent clandestinement sur place une vie religieuse. C’est là une action pastorale unique au monde. Il s’enquiert du sort des Juifs et demande, tout particulièrement aux prêtres, de leur offrir selon leurs possibilités, des conditions de vie décentes et de protéger leur existence. Il exige des autorités allemandes la cessation immédiate des répressions envers les Juifs ayant reçus le baptême. Il assiste les habitants des diocèses et demande qu’ils accueillent les personnes déplacées et les réfugiés de guerre. Plusieurs fois (novembre 1940 ; mai 1941, août 1941 ; mai 1942 et juin 1943), il convoque à Cracovie la Conférence de l’Épiscopat du Gouvernement général, et de facto la préside. Après la décision des autorités allemandes de fermer le séminaire diocésain de Cracovie (1941), il décide de continuer les cours et reloge les futurs prêtres au palais épiscopal, car mis à la porte du séminaire. Il leur procure même des documents certifiant un emploi. Malgré toutes les difficultés, interdictions et restrictions de l’occupant allemand, il confère l’ordination sacerdotale à plusieurs dizaines de ses séminaristes.
Maintes fois durant la Seconde guerre mondiale, il exhorte par écrit les autorités allemandes de cesser leurs répressions envers la population civile, juive comprise, de libérer les personnes arrêtées, emprisonnées et condamnées à mort, ainsi que d’augmenter l’aide caritative. Il intervient au sujet d’événements de la région de Volhynie et de la Petite Pologne orientale, où ont eu lieu des crimes d’une extrême brutalité, perpétrés par les nationalistes ukrainiens, sur les populations polonaises et juives. En décembre 1942, lors d’une entrevue informelle avec Josef Bühler, secrétaire d’État du Gouvernement général, Mgr Sapieha présente avec courage et détermination la question des répressions hitlériennes envers la nation polonaise. Il agit de même, le 17 décembre 1943, quand il rencontre le commandant des forces de sécurité du Gouvernement général, Wilhelm Koppe. Malgré les injonctions des autorités allemandes, il ne se plie à aucune forme de collaboration, surtout vers la fin de la guerre, quand l’occupant hitlérien, sous prétexte un danger communiste venant d’URSS et menaçant les Polonais, est prêt à collaborer. Il ne veut obtenir aucune entrevue de complaisance avec le gouverneur général Hans Frank, ou autres dignitaires allemandes. Mu par un esprit de charité envers les habitants du Gouvernement général, soumis par l’occupant à des répressions sans fin, il demande à rencontrer Frank le 28 février 1940, comptant sur le fait qu’il pourrait ainsi changer l’attitude des Allemands envers les Polonais. La partie allemande repousse plusieurs fois la date de la rencontre et la fixe définitivement au 20 avril. Le métropolite refuse fermement l’invitation, sachant que l’occupant veut en faire usage à des fins de propagande - la visite chez Hans Frank coïncide avec l’anniversaire d’Adolf Hitler. La seule rencontre de Mgr Sapieha avec le gouverneur, a lieu le 5 avril 1944. Le métropolite insiste pour cette visite afin d’exposer seulement la situation insoutenable de la population polonaise sous l’occupation, et dénoncer les massacres des Polonais perpétrés sur les terres orientales de la Pologne, par les nationalistes ukrainiens collaborant avec les Allemands. En somme, pour démontrer les graves erreurs des Allemands envers les Polonais et d’arrêter la terreur et les crimes. En avril 1943, Mgr Sapieha envoie à Katyń son délégué, l’abbé Stanisław Jasiński, qui dès son retour lui fait un compte-rendu détaillé de sa mission. Le métropolite cracovien n’a aucun doute que ce sont les Soviets qui sont les auteurs du massacre.
Après janvier 1945, lorsque la ligne du front se déplace, Mgr Sapieha s’engage à fond dans la reconstruction de l’entité polonaise et pour le maintien du prestige de l’Église catholique, ainsi qu’une renaissance morale de la société polonaise. Comme il a été mentionné plus haut, en mars 1945, il initie la parution du « Tygodnik powszechny ». Dans les mois qui suivent, il demande de reprendre les cours à la faculté de théologie. Il défend avec courage les soldats de l’armée clandestine polonaise, ainsi que les étudiants qui manifestent et sont arrêtés par les communistes. Il intervient au sujet de la liquidation des institutions caritatives de l’Église et contre l’action voulant déporter les habitants de Cracovie. Début 1947, il prend part de manière active aux pourparlers voulant régler le statut de l’Église catholique, après l’annulation du concordat (12 septembre 1945) par le gouvernement communiste. Mandaté par le Saint-Siège, il assiste aux pourparlers et se trouve être consultant lors de la nomination du visitateur apostolique en Pologne. Malheureusement, les discussions sont interrompues par la partie gouvernementale. Le fait de nommer le métropolite cracovien pour d’aussi importantes négociations, est la preuve à quel point est grand son prestige et la confiance dont il jouit dans les milieux ecclésiaux, aussi bien en Pologne qu’au Vatican. En décembre 1948, le cardinal Sapieha envoie au Président Bolesław Bierut un mémorial, dans lequel il s’oppose aux agissements des pouvoirs de l’État. Il s’agit de la fermeture des écoles catholiques, des entraves faites aux aumôniers dans leur pastorale auprès des malades et des prisonniers, d’une presse catholique soumise à des actions destructrices, ainsi que de la médisance envers le clergé et la hiérarchie ecclésiale. En 1950, il est une fois encore l’inspirateur et le coauteur de lettres protestation de l’Épiscopat de Pologne au président Bierut, lettres où l’on condamne la répression et les persécutions dont fait l’objet l’Église catholique de Pologne. Après la mort du primat August Hlond, il dirige pendant quelques mois l’Église polonaise. À la suite de la nomination de l’évêque Stefan Wyszyński, qui devient métropolite de Varsovie et de Gniezno, avec le titre de primat de Pologne, le cardinal Sapieha lui apporte tout son soutien et le défend personnellement au Vatican, lorsqu’on l’accuse faussement de collaborer avec les communistes.
Après la Seconde guerre mondiale, le cardinal s’est une fois de plus engagé dans l’action caritative, en coordonnant dans toute la Pologne une aide pour ceux qui sont dans le besoin. C’est grâce à son initiative qu’on réactive la centrale polonaise du « Caritas » pour toute la Pologne (25 juillet 1945). C’est en son nom, qu’il prend contact avec les institutions caritatives de l’étranger, dont il reçoit régulièrement des fonds financiers et une aide matérielle. Sous sa direction, le « Caritas » développe une action efficace sur tout le territoire de la Pologne, en installant non seulement des points de distribution de nourriture et divers produits, mais en prenant soin des jardins d’enfants, orphelinats, organismes sociaux, sanatoriums et hôpitaux. Il prend la défense de cette institution, qui doit faire face à de fausses accusations de fraude fiscale, et autres attaques du pouvoir communiste - contrôles sous la houlette de l’État, organisés dans toute la Pologne et visant tous les locaux du Caritas (23 janvier 1950). Les autorités communistes, sans consultation avec la partie ecclésiale, remplacent la direction laïque du Caritas et s’approprient tous les avoirs de l’institution. Le jour suivant, le cardinal envoie une lettre de protestation, remise en main propre au président Bierut. Comme réponse c’est de nouvelles accusations qui surgissent, dénonçant l’ancienne direction du « Caritas », avec quantité d’accusations. Durant les dernières années de sa vie, conscient des changements sociaux et politiques, des attaques contre l’Église catholique et le clergé, voyant tous les obstacles mis à l’encontre de la vie religieuse et la propagande athée en vigueur, il ne s’inquiète pas tant pour son sort, que pour la manière dont on pourrait utiliser son autorité et ses paroles. C’est pourquoi, il rédige une déclaration, au cas où il viendrait à être arrêté et serait forcé de signer de quelconques documents. Il signale ainsi, que pareilles déclarations ne pourraient être considérées comme siennes.
Il décède le 23 juillet 1951, après avoir quarante années durant dirigé l’Église de Cracovie. Cinq jours après, il est inhumé dans la crypte de Wawel, sous l’autel de Saint-Stanislas. Les funérailles rassemblent des milliers de personnes et sont non seulement une manifestation de foi et d’attachement envers l’Église, mais aussi une manière d’honorer celui qu’on appelait « Le Prince infaillible ». Ses mérites pour l’Église catholique de Pologne, et surtout pour Cracovie, ont été souvent rappelés par le pape Jean Paul II. Il est considéré comme l’un des plus éminents membres de la hiérarchie de l’Église de la première moitié du XXe siècle.

## Honneurs et distinctions
- Grand-croix de l'ordre Polonia Restituta en 1924
- Docteur honoris causa de l'université Jagellonne de Cracovie en 1926[2]

## Succession apostolique
Adam Stefan Sapieha a ordonné les évêques suivants :
- Archevêque Piotr Mańkowski (pl) (1918)
- Évêque Teodor Kubina (pl) (1926)
- Évêque Stanisław Rospond (pl) (1927)
- Évêque Jan Stepa (pl) (1946)